# Martyna Kowacka
Martyna Kowacka (ur. 5 kwietnia 1994 w Rybniku) – instruktorka Związku Harcerstwa Polskiego w stopniu harcmistrzyni. Od 2022 roku Naczelniczka Związku Harcerstwa Polskiego.

## Działalność harcerska
Związana z Hufcem ZHP Ziemi Rybnickiej, w którym pełniła funkcje: drużynowej, członkini zespołu kadry kształcącej oraz komendantki hufca w latach 2015–2019.
W latach 2013–2017 związana z Chorągwią Krakowską ZHP – pełniła między innymi funkcje członkini zespołu programowego oraz referatu zuchowego.
Wielokrotnie prowadziła kursy i szkolenia, zarówno kursy przewodnikowskie i podharcmistrzowskie, jak i specjalistyczne szkolenia z zakresu komunikacji i promocji.
Była rzeczniczką prasową ZHP (2017-2021) oraz kierowniczką Wydziału Komunikacji i Promocji Głównej Kwatery ZHP (2018-2021), Koordynowała działania 30-osobowego zespołu wolontariuszy, zespołu pracowników oraz zespołów projektowych. Współtworzyła strategię komunikacji ZHP oraz dokumenty regulujące ten obszar. Odpowiadała za kontakty z mediami i zarządzanie sytuacjami kryzysowymi. Była producentką wielu wydarzeń centralnych, w tym Gali Dnia Myśli Braterskiej – Koncertu Orkiestry Symfonicznej.
Zaangażowana we współpracę zagraniczną. Była członkinią Zespołu Projektu „Jamboree 2023”, szefową jednego z departamentów podczas przygotowań Europejskiego Jamboree Skautowego 2020, koordynowała przygotowania kandydatury ZHP do organizacji 26. Światowego Jamboree Skautowego w 2027 roku, które decyzją Światowej Konferencji WOSM zaplanowano w Polsce. Obecnie jest członkinią Zespołu Zarządzającego 26. Światowego Jamboree Skautowego.
Była członkinią delegacji ZHP na Światową Konferencję WOSM oraz Światową Konferencję WAGGGS w 2021 roku.
Była komendantką reprezentacji ZHP na 25. Światowe Jamboree Skautowe, które zostało zaplanowane na 2023 rok w Korei.
Na 42. Zjeździe ZHP 21 maja 2022 roku wybrana na funkcję Naczelnika ZHP.

## Praca zawodowa
Pracowała między innymi w Urzędzie Miasta Gdańska czy fundacji organizującej praktyczną ogólnopolską Olimpiadę Zwolnieni z Teorii, w której uczniowie samodzielnie organizują projekty społeczne. Obecnie zatrudniona jest w Związku Harcerstwa Polskiego. 

## Pozostała działalność społeczna
Jest członkinią Rady Działalności Pożytku Publicznego, Rady ds. Młodzieży Narodowej Rady Rozwoju powołanej przez Prezydenta RP Andrzeja Dudę, rady Polsko-Niemieckiej Współpracy Młodzieży oraz zespołu do spraw współpracy z organizacjami pozarządowymi Ministerstwa Edukacji Narodowej. W 2025 roku została powołana w skład Rady Programowej Polskiej Agencji Prasowej.

## Odznaczenia
Odznaczona Brązowym Krzyżem Zasługi w 2021 roku oraz Złotym Krzyżem Zasługi w 2025 roku